# Culture rabi
 (décembre 2023).
Les cultures rabi ou récolte rabi sont des cultures semées en hiver et récoltées au printemps en Asie du Sud.

## Étymologie
Le terme est dérivé du mot arabe « printemps », qui est utilisé dans le sous-continent indien, où c'est la récolte de printemps (mais aussi comme « culture d'hiver »).

## Période
Les cultures poussent pendant la saison hivernale, de novembre à avril. 
De nombreuses cultures sont cultivées dans les deux saisons, kharif et rabi. Les cultures produites en Inde sont de nature saisonnière et dépendent fortement de ces deux moussons.